# Ceratophyllus columbae
Ceratophyllus columbae är en loppart som först beskrevs av Paul Gervais 1844.  Ceratophyllus columbae ingår i släktet Ceratophyllus och familjen fågelloppor. Inga underarter finns listade i Catalogue of Life.